# Markus Till
Markus Till (* 1970) ist ein deutscher Autor, Musiker, Komponist und Blogger. Als Laientheologe hält er auch Vorträge zu Theologie und Bibel im evangelikalen Kontext.

## Leben
Till wurde in Tübingen mit einer Dissertation in Biologie promoviert. Er arbeitet am Universitätsklinikum Tübingen.
Er ist Teil der Leitung des Netzwerks Bibel und Bekenntnis und Co-Initiator der Mediathek offen.bar.

## Publikationen
Till ist vor allem durch sein Buch Zeit des Umbruchs in der evangelikalen Bewegung bekannt geworden. Darin zeichnet er die theologischen Verwerfungen innerhalb der evangelikalen Bewegung nach und versucht im Sinne einer gesunden Streitkultur eine Klärung zu befördern. Er hat außerdem einen Glaubenskurs (Aufatmen in Gottes Gegenwart) konzipiert und publiziert.
Darüber hinaus ist Till vor allem im Internet publizistisch tätig: Er betreibt den Blog aigg.de, den Podcast Bibel live und hält Vorträge für diverse Youtube-Kanäle.
In der Evangelischen Nachrichtenagentur idea wurde er mehrfach zu kontroversen Themen im Evangelikalismus interviewt und publiziert Kommentare, die vor allem die Frage nach der Inspiration und Irrtumslosigkeit der Bibel und sexualethischen Fragen betreffen.

## Musik
Till ist Verfasser einiger Lobpreislieder, die in der bekannten Feiert-Jesus-Reihe veröffentlicht wurden.

## CD
- Show your presence - Aufatmen in Gottes Gegenwart, SCM Hänssler, EAN: 4010276017806[12][13]